# James Bond: Edición Definitiva
The James Bond Ultimate Edition DVD o James Bond: Edición Definitiva son un set de ediciones especiales en DVD de las películas de James Bond. Las colecciones fueron lanzadas para coincidir con el lanzamiento de la película Casino Royale. La Edición Definitiva presenta las primeras veinte películas de la serie de James Bond en 4 volúmenes de 5 películas cada una. Posteriormente las películas fueron lanzadas de manera individual.

## Restauración
Todas las películas fueron restauradas cuadro por cuadro por la compañía Lowry Digital Images, lo que resultó en una mejora en la calidad de imagen en formato widescreen. Todas las películas presentan audio en Dolby Digital 5.1 y sonido surround DTS 5.1. 
En la versión Latinoaméricana contrario a lo que sucede con muchas películas remasterizadas, no se hizo un redoblaje para las películas sino que se mantuvo el doblaje original de las películas, con la correspondiente mejora en el audio.
En el Disco 1 se incluye la película, los comentarios del director y del equipo de producción, así como la opción de elegir el Audio de la película y los subtítulos. El Disco 2 contiene material extra como lo son escenas inéditas, entrevistas, tráileres, TV Spots entre otros.

## Volúmenes
Volumen 1
- Goldfinger
- Diamonds Are Forever
- The Man with the Golden Gun
- The Living Daylights
- The World Is Not Enough

Volumen 2
- Operación Trueno
- La espía que me amó
- A View to a Kill
- Licencia para matar
- Die Another Day

Volumen 3
- From Russia with Love
- On Her Majesty's Secret Service
- Live And Let Die
- For Your Eyes Only
- GoldenEye

Volumen 4
- Dr. No
- You Only Live Twice
- Moonraker
- Octopussy
- El mañana nunca muere

## Controversia
El lanzamiento de la "Edición Definitiva" ha sido polémico debido al hecho de que varias ediciones anteriores en su tiempo también fueron consideradas "Ediciones Definitivas", lo que ha llevado a creer a algunos fanes que no va a volver a haber otro relanzamiento de las películas en vídeo.

## Características

### Región 1
- Audio

- Inglés
 - Francés
 - Chino mandarín 
 - Coreano
- Menús

- Inglés 
 - Francés

### Región 4
- Audio

- Inglés 
 - Español 
 - Portugués
 - Tailandés
- Subtítulos

- Inglés 
 - Español 
 - Portugués 
 - Chino 
 - Tailandés
- Menús

- Inglés 
 - Español 
 - Portugués
- Datos: Q5925688